# Czarków (Gliwice)
Pour les articles homonymes, voir Czarków.
Czarków (prononciation : [ˈt͡ʂarkuf]) est une localité polonaise de la gmina de Wielowieś, située dans le powiat de Gliwice en voïvodie de Silésie.